# Copa Mundial de Rugby League de 1954
La Copa Mundial de Rugby League de 1954 fue la primera edición de la Copa del Mundo de Rugby League.

## Equipos
- Australia
- Francia
- Gran Bretaña
- Nueva Zelanda

## Fase de grupos
| Equipo        | Encuentros | Encuentros | Encuentros | Encuentros | Tantos  | Tantos    | Tantos     | Puntos |
| Equipo        | jugados    | ganados    | empatados  | perdidos   | a favor | en contra | diferencia | Puntos |
| ------------- | ---------- | ---------- | ---------- | ---------- | ------- | --------- | ---------- | ------ |
| Gran Bretaña  | 3          | 2          | 1          | 0          | 67      | 32        | +35        | 5      |
| Francia       | 3          | 2          | 1          | 0          | 50      | 31        | +19        | 5      |
| Australia     | 3          | 1          | 0          | 2          | 52      | 58        | −6         | 2      |
| Nueva Zelanda | 3          | 0          | 0          | 3          | 34      | 82        | −48        | 0      |

Nota: Se otorgan 2 puntos al equipo que gane un partido, 1 al que empate y 0 al que pierda.
|  | Clasifican a la final |

## Final
| 13 de noviembre | Francia | 12 - 16 | Gran Bretaña | Parque de los Príncipes, París  |  |
|                 |         |         |              | Asistencia: 30.368 espectadores |  |

| Bandera del Reino Unido |
| Campeón Gran Bretaña    |
| Primer título           |